# Bitwa pod Clifton Moor
Bitwa pod Clifton Moor – starcie zbrojne, które miało miejsce  18 grudnia 1745 podczas odwrotu księcia Karola Stuarta do Szkocji. Z wojskowego punktu widzenia była to jedynie potyczka, a nie bitwa, choć była zdecydowanie większa od starcia pod Highbridge.
Wycofujące się siły Jakobitów 16 grudnia 1745 rozpoczęły marsz do miejscowości Clifton w Cumbrii. 17 grudnia 1745 pierwsze oddziały natknęły się na kilkuset brytyjskich kawalerzystów (200–300 ludzi). Rozciągnięte siły buntowników, w przekonaniu że to główne siły rządowe, zatrzymały się na odpoczynek i dla ściągnięcia dział oraz posiłków.
Dwie niezależne kolumny buntowników dotarły na pobliskie wzgórze i ku swojemu zdziwieniu odkryły, że jedyny wróg jaki jest przed nimi to lekka kawaleria, której żołnierze także wydawali się zaskoczeni widokiem nieprzyjaciela.
Dowodzący aktualnie wydzielonymi siłami lord George Murray zdołał pochwycić dwóch Brytyjczyków, od których dowiedział się, że w pobliżu znajduje się sam książę Cumberland z głównymi siłami. Pozycje pod Clifton były jednak na tyle korzystne, że Murray postanowił stawić tu czoła siłom rządowym i wysłał gońca do „Młodego Pretendenta” by jak najszybciej przybył z resztą armii.
Wsparty przez ok. 1 000 ludzi wciąż nadciągających sił i okolicznymi ochotnikami Lord Murray ustawił swoich ludzi w ten sposób, że mogli odeprzeć atak od południa i jednocześnie oskrzydlić wroga od wschodu. Tymczasem powrócił posłaniec z wiadomością od księcia Karola. Rozkazywał natychmiastowy odwrót do swojej kwatery w Penrith w celu kontynuacji marszu na północ. Ponieważ jednak siły Cumberlanda za bardzo się zbliżyły istniało zbyt duże ryzyko poniesienia strat podczas odwrotu.
Lord Murray postanowił walczyć.
Tymczasem zapadł zmrok. Noc była na tyle przejrzysta, że Szkoci spokojnie obserwowali rozlokowywanie się nowych oddziałów Brytyjczyków, a sami ze swoich pozycji pozostawali niewidoczni.
Rankiem Szkoci przypuścili atak z dwóch stron, wiążąc w walce wręcz dragonów Cumberlanda. Atakujący po przekątnej przez wrzosowisko MacPhersonowie oczyścili drogę zabijając wielu Brytyjczyków. Reszta sił rządowych rozpoczęła natychmiastowy odwrót pod silnym lecz nieskoordynowanym ostrzałem innych klanów.
Jakobici odnieśli całkowite zwycięstwo ponosząc marginalne straty i zmuszając wroga do wycofania się na południe.